# Bart Versluys
Bart Omer Versluys (Oostende, 15 december 1971) is een Belgisch ondernemer en kunstverzamelaar. Hij is mede-eigenaar van de  holding Versluys Invest, die opereert in de bouw, logistiek, retail en vastgoed.

## Levensloop
Bart Versluys stapte in 1996 in het familiale bouwbedrijf Versluys, dat in 1908 werd opgericht. Hij werd CEO van Versluys Invest, de holding boven Versluys Bouwgroep, Versluys Bouwbedrijf, Versluys Logistics, Versluys Real Estate en Versluys Retail, die zich onder meer richt op project- en stadsontwikkeling.
In oktober 2012 kocht hij Villa Maritza in Oostende voor 1,3 miljoen euro van Toerisme Vlaanderen. Vervolgens renoveerde hij het pand tot een prestigieus duplexpenthouse.
Begin 2015 investeerde Marc Coucke 75 miljoen euro in de Groep Versluys en werd hij voor 50% eigenaar van de holding. Coucke nam voor 55 miljoen euro aandelen in de groep over en pompte 20 miljoen euro extra in het bedrijf. Versluys was tevens sponsor van Couckes voetbalploeg KV Oostende. In augustus 2021 kochten Versluys en Coucke het hotel La Réserve in Knokke van Eddy Walravens. Versluys kocht zijn deel via zijn investeringsvennootschap Scorpiaux.
Versluys beschikt tevens over een uitgebreide privévastgoedportefeuille en een kunstcollectie met werken van James Ensor, Pablo Picasso, René Magritte, Lucio Fontana, Günther Uecker en Wim Delvoye. Hij kocht in november 2018 via zijn vennootschap Scorpiaux het Fort Sint-Pol in Knokke van de familie Nellens. Het Fort Sint-Pol is een kunstdomein van 5,2 hectare dat hij wil omvormen tot een kunstcentrum en museum. In april 2022 kwam hij in de media naar aanleiding van een overval waarbij zijn horloge ter waarde van 350.000 euro werd gestolen.